# Sailor fuku
Sailor-dragten eller sailor fuku er en almindelig japansk skoleuniform (セーラー服 sērā-fuku), der bæres af kvindelige elever i de øverste folkeskoleklasser og gymnasiet. Den blev indført som skoleuniform i 1921 af rektor på Fukuoka Jo Gakuin universitetet (福岡女学院), Elizabeth Lee. Den er modelleret over den uniform, der blev brugt i den engelske Royal Navy på den tid, hvilket hun selv havde oplevet som udvekslingsstudent i England.

## Karakteristiske træk
Som den tilsvarende mandlige uniform, gakuran, har sailor fuku lighedspunkter med forskellige varianter af flådeuniformer. Uniformen består normalt af en bluse med en krave i stil med søfoks (襟 eri) og en plisseret nederdel. Der er variationer i udgaven til sommer- og vinterbrug, hvor ærmelængde og stof er tilpasset årstiden. Der hører et bånd til, der sidder fast på blusen og bindes forpå i en sløjfe. Der findes flere varianter af båndet, herunder slips. Farverne er almindeligvis marineblå, hvid, grå og sort.
Sko og strømper samt andet tilbehør indgår til tider som en del af uniformen. Tilhørende strømper er typisk marineblå eller hvide, og tilhørende sko er typisk brune eller sorte mokkasin-agtige. Benvarmere bliver ofte også båret sammen med sailor fuku af de mere modebevidste, selv om de ikke er en del af den foreskrevne uniform.

## Kulturel betydning
Sailor fuku har nostalgisk betydning for tidligere elever og forbindes ofte med den sorgløse ungdom. Sailor fuku kostumer er populære til brug på Halloween og andre festlige lejligheder, og de sælges i stormagasiner og kostumebutikker over hele Japan. 
Da skoleuniformer er populære fetichgenstande, sælges brugte sailor fuku via undergrundsorganisationer benævnt som burusera, selv om ændringer i japansk lovgivning har gjort denne praksis vanskeligt i de senere år.
Uniformen betragtes i almindelighed af grupper af unge mennesker som symbolet på konformitet, og derfor har oprørske elever foretaget tilpasninger for at vise deres individualitet. Eksempler herpå er forkortelser eller forlængelser af nederdelen, oprullede ærmer, forkastelse af båndet, skjulte mærker under kraven osv. I de seneste årtier er lyse varianter af sailor fuku blevet brugt af motorcykelbander.
Sailor fuku spiller sammen med andre former for skoleuniform tydeligvis en stor rolle i otaku kulturen og som symbol på japansk seksualitet. Dette bevidnes af en lang række figurer i uniform inden for anime, manga og doujinshi. Eksempler herpå:
- Den populære anime Sailor Moon, hvor figurerne alle bærer detaljerede sailor fuku, når de omdannes til superheltinder.
- "Sailor Fuku o Nugasanaide" var en populær sang indspillet af gruppen Onyanko Club i 1980'erne.
- Den populære tv- og filmserie Sukeban Deka indeholder forbryderiske teenagepiger.
- Den kvindelige hovedperson, Kagome Higurashi, fra InuYasha ses næsten altid i sailor fuku.